# Verspilde stem
Een verspilde stem is een stem die geen directe invloed heeft op de uitkomst van een verkiezing. Het verwijst meestal naar overtollige en verloren stemmen die niet worden gebruikt om een winnaar te kiezen. 
Binnen meerderheidsstelsels wordt de meerderheid van de stemmen (vanwege het principe van 'winner takes all') niet in de verkiezingsuitslag vertegenwoordigd. In stelsels met evenredige vertegenwoordiging is het aantal verspilde stemmen lager.
De term is echter vaag en moeilijk te definiëren, en wordt gebruikt om een grote verscheidenheid aan niet-gerelateerde concepten en statistieken te beschrijven. Zo kan de definitie zowel kandidaten als partijen omvatten. De precieze definitie van een verspilde stem kan grote invloed hebben op de conclusies van een analyse.

## Terminologie
Er zijn twee verschillende soorten verspilde stemmen:
- Verloren stemmen zijn stemmen die niet voldoende waren om een zetel te winnen.
- Overtollige stemmen zijn stemmen die een kandidaat krijgt boven het benodigde aantal.

Wat precies een 'verloren stem' of 'overtollige stem' is, is niet altijd duidelijk gedefinieerd en dat kan grote gevolgen hebben. Soms gebruiken mensen de term 'verspilde stemmen' alleen voor 'verloren stemmen', terwijl anderen de term gebruiken voor de som van de 'verloren stemmen' en de 'overtollige stemmen'.

## Meerderheidsstelsel
In meerderheidsstelsels worden de stemmen van kiezers die niet tot de meerderheid behoren, als 'verspild' beschouwd, omdat ze niet bijdragen aan de uiteindelijke uitslag. Dit komt doordat de verspilde stemmen zowel de 'verloren stemmen' van alle kandidaten die niet als eerste eindigden, als de 'overtollige stemmen' van de winnende kandidaat omvatten, bovenop wat nodig was om te winnen.
Door de verspilde stemmen van verschillende partijen in wetgevende lichamen te vergelijken, wordt de efficiëntiekloof gemeten. Deze kwantificeert de vertekening bij de toewijzing van kiezersvoorkeuren als gevolg van de vorm van kiesdistricten. Een efficiëntieverschil dat niet nul is, duidt erop dat één partij onevenredig veel stemmen verspilt. De efficiëntiekloof is wellicht de meest besproken methode om gerrymandering te meten.

### Rekenvoorbeeld
Denk aan een verkiezing waarbij kandidaat A, B en C respectievelijk 6000, 3100 en 701 stemmen krijgen.
Als het om een verkiezing met meerderheidsstelsel voor één zetel gaat, heeft kandidaat A een meerderheid aan stemmen en wordt hij dus verkozen. De verspilde stemmen zijn:
- Alle 3801 stemmen voor kandidaten B en C, aangezien deze "verloren stemmen" geen enkele kandidaat hebben gekozen
- In de ruimere definitie zijn de 2899 overtollige stemmen voor kandidaat A verspild, aangezien A met slechts 3101 stemmen nog steeds had gewonnen. Er zijn dus in totaal 6700 van de 9801 stemmen verspild.

### Oplossingen
Om verspilde stemmen te minimaliseren, hebben sommige landen alternatieve meerderheidsstelsels ingevoerd:
- Meerdere rondes: Landen zoals Frankrijk gebruiken een systeem met meerdere rondes. In de eerste ronde kunnen alle kandidaten meedoen, en als geen enkele kandidaat een absolute meerderheid behaalt, volgt een tweede ronde tussen de twee kandidaten met de meeste stemmen. Dit voorkomt dat een kandidaat met slechts een kleine minderheid wint. Maar heeft als nadeel dat er strategisch gestemd wordt om ervoor te zorgen dat een bepaalde kandidaat de tweede ronde haalt.
- Gerangschikt stemmen (alternative vote of ranked choice voting): Australië en de Amerikaanse staat Maine hanteren een systeem waarbij kiezers kandidaten rangschikken in volgorde van voorkeur. Als geen kandidaat een absolute meerderheid behaalt, worden de stemmen van de minst populaire kandidaat herverdeeld op basis van de tweede voorkeur, totdat een winnaar wordt bepaald. Dit systeem minimaliseert verspilde stemmen door ervoor te zorgen dat stemmen op minder populaire kandidaten alsnog meetellen. Het systeem is echter complex en vergt meer van kiezers en stemmentellers.

## Evenredige vertegenwoordiging
In evenredige kiesstelsels worden vertegenwoordigers gekozen in ruwe verhouding tot de voorkeuren van de kiezers, wat resulteert in minder verspilde stemmen dan in meerderheidsstelsels.

### Kiesdrempel
De verspilde stem omvat het totale aantal kiezers dat niet door een partij in de wetgevende macht wordt vertegenwoordigd (of niet-vertegenwoordigde kiezers) vanwege een kiesdrempel. Het verloren aantal stemmen kan worden weergegeven als een percentage van het totale aantal stemmen of als het absolute aantal stemmen. 
Het aantal verloren stemmen bij evenredige vertegenwoordiging neemt toe naarmate de kiesdrempel hoger is. Ook als er geen expliciete kiesdrempel is, leidt de natuurlijke kiesdrempel (de grootte van de kiesdistricten) tot stemverlies en meer onevenredigheid. Daarom geldt: hoe meer kandidaten er in de kiesdistrict worden gekozen, hoe evenrediger de uitslag. Het verkleinen van de kiesdistrictgrootte (minder kandidaten per kiesdistrict) is echter ook een van de manieren om politieke versplintering in het parlement te verminderen.

### Rekenvoorbeeld
Als bij een verkiezing volgens de D'Hondt-methode voor 12 zetels dezelfde stemmen voor A, B en C worden uitgebracht, dan worden de zetels als volgt verdeeld: 8-4-0 voor ABC. De verspilde stemmen zijn:
- Alle 701 stemmen die naar partij C gingen, die geen enkele zetel won.
- In de brede definitie wordt ook verspild:
  - 399 stemmen voor A, aangezien A met slechts 5601 stemmen nog steeds acht zetels zou hebben gewonnen tegen 3100 en 701 (met 5600 stemmen voor A zou de laatste zetel naar C gaan)
  - 299 stemmen voor B, aangezien B met slechts 2800 stemmen de laatste zetel aan C zou verliezen

### Voorkeurstemmen
In kiesstelsels met evenredige vertegenwoordiging kan het aantal voorkeurstemmen dat boven de kiesdeler uitkomt als overtollige stemmen worden beschouwd. Wanneer een lijsttrekker aanzienlijk meer stemmen behaalt dan nodig is om een zetel te verkrijgen, worden deze overtollige stemmen herverdeeld binnen de partij. Dit kan resulteren in een scheve verdeling van mandaat binnen een partij, waarbij populaire lijsttrekkers een disproportioneel groot aandeel van de politieke macht kunnen opeisen.
Bijvoorbeeld bij de Tweede Kamerverkiezingen van 2023 behaalde Geert Wilders als lijsttrekker van de PVV 2.230.352 stemmen, terwijl de kiesdeler 69.551 stemmen bedroeg. Hiermee haalde hij 32,07 zetels aan stemmen binnen, waarvan 31,07 overtollig waren en herverdeeld werden binnen de partij.
Tegelijkertijd kunnen stemmen op kandidaten die niet genoeg voorkeurstemmen behalen om een zetel te winnen, worden gezien als verloren stemmen, omdat deze geen invloed hebben op de uiteindelijke samenstelling van het parlement.

### Permanente oppositie
Sommige partijen hebben door hun grootte, standpunten of cordon sanitaire nog nooit deelgenomen aan regeringsvorming. Hierdoor kan een stem op deze partijen door sommigen als verspild beschouwd worden, omdat de stem nauwelijks tot geen invloed heeft op de daadwerkelijke beleidsvorming. Dit geldt voor partijen zoals SP, PvdD, SGP en FvD die enkel vanuit de oppositie invloed kunnen uitoefenen.

## Gerangschikt stemmen
Bij gerangschikt stemmen, in tegenstelling tot andere stelsels, kunnen kiezers stemmen (die anders verloren zouden gaan) aan andere kandidaten toewijzen. Het doel hiervan is om de verspilling te verminderen die bij veel verkiezingen ontstaat doordat er op kandidaten wordt gestemd die niet succesvol zijn of doordat de winnaars een te grote voorsprong hebben op hun naaste concurrenten. Quota, een meerderheid van de uitgebrachte stemmen, of in ieder geval een meerderheid van de stemmen die nog in het spel zijn op het moment dat de zetels zijn ingevuld, worden gebruikt om stemsystemen met een lage rangorde te kiezen. 
Bij een stemming met één kandidaat (ook wel bekend als directe herverkiezing) worden echter nog steeds een deel van de stemmen verspild als ze worden uitgebracht op de laatste verliezende kandidaat of als ze worden uitgebracht op de winnende kandidaat als die kandidaat meer stemmen heeft gekregen dan nodig was om te winnen. Maar dit zal hooguit minder dan de helft van de stemmen zijn bij de telling, wat aanzienlijk minder is dan bij sommige verkiezingen waarbij het principe van het first-past-the-post-systeem geldt, waarbij twee derde of meer van de stemmen mogelijk niet worden gebruikt om de winnaar te kiezen.
Wanneer niet alle kandidaten door iedere kiezer worden gerangschikt, kunnen systemen met gerangschikte stemmen uitgeputte stembiljetten opleveren.  Dit zijn stembiljetten die naar lagere voorkeuren hadden kunnen worden omgeleid als het stembiljet volledig was gerangschikt. Bij een rangschikkingsstemming met meerdere leden komen verspilde stemmen minder vaak voor dan bij een rangschikkingsstemming met één lid. Het aantal stemmen dat niet wordt gebruikt om iemand te kiezen, is doorgaans gelijk aan één quotum.

### Rekenvoorbeeld
Denk aan een verkiezing waarbij kandidaten A, B, C en D respectievelijk 6000, 3100, 2400 en 1701 stemmen krijgen.
Als dit een verkiezing met directe herstemming voor één zetel betreft, heeft niemand de meerderheid van de stemmen. Kandidaat D valt dan af en de stemmen voor hem worden overgedragen. Als er meer dan 600 stemmen naar A gaan, heeft A de meerderheid en wordt hij verkozen verklaard. Als de stemoverdracht van D echter geen meerderheidswinnaar oplevert, wordt C uitgeschakeld (of B als het aantal stemmen van C dat van B overtreft). A of B (of C) heeft dan de meerderheid en wordt tot winnaar uitgeroepen. De verspilde stemmen zijn:
- 6600 op zijn hoogst en mogelijk zo weinig als 4300

Als dit een stemming betreft waarbij gebruik wordt gemaakt van een enkelvoudige overdraagbare stem voor twee zetels, bedraagt het Droop-quotum 4400. Kandidaat A heeft dat bij de eerste telling en is verkozen. De overdracht van A's surplus kan B een quotum en de overwinning opleveren; anders wordt D uitgeschakeld. Het is waarschijnlijk dat de tweede zetel wordt ingevuld door iemand met een quotum. Het aantal verspilde stemmen zou dan minder dan een derde van de uitgebrachte stemmen moeten bedragen. Als twee zetels winnen door een quotum, dan zijn de verspilde stemmen hooguit één quotum, dus waarschijnlijk:
- minder dan 4400

Het kan zijn dat de tweede zetel niet wordt ingevuld door een kandidaat met een quotum, maar door de kandidaat die het populairst is als het aantal kandidaten tot twee is uitgedund. Indien dit het geval is, kan het aantal effectieve stemmen niet groter zijn dan 4101, maar dat zou dan wel een groot aantal uitgeputte stemmen veronderstellen. Maar zelfs dan kunnen de verspilde stemmen zijn:
- niet meer dan 4101

## Strategisch stemmen
Strategisch stemmen is een strategie waarbij kiezers proberen te voorkomen dat hun stem verspild wordt. Verkiezingscampagnes richten zich vaak op zwevende zetels, omdat stemmen in deze zetels meer kans hebben om de uitkomst te beïnvloeden en daardoor niet verloren gaan. Kandidaten die goed in de peilingen staan, doen tijdens campagnes soms een beroep op kiezers van minder populaire kandidaten om tactisch op hen te stemmen. Dit gebeurt met het argument dat een stem op een kansloze kandidaat waarschijnlijk geen effect zal hebben op de uiteindelijke zetelverdeling.
Een kiesstelsel dat het aantal verspilde stemmen beperkt, wordt vaak wenselijk geacht om redenen van eerlijkheid. Daarnaast kan het ook belangrijk zijn om te voorkomen dat kiezers zich vervreemd voelen van hun regering en het democratische proces. Dit risico ontstaat wanneer mensen het gevoel hebben dat hun stem geen verschil maakt.

## Voorbeelden van hoge verspilling

### Turkije
Soms leidt het verlies van stemmen bij evenredige vertegenwoordiging (als gevolg van een hoge kiesdrempel) ertoe dat een partij een absolute meerderheid van de zetels behaalt, maar geen absolute meerderheid van de stemmen. Bij de Turkse parlementsverkiezingen van 2002 bijvoorbeeld won de AKP meer dan twee derde van de zetels in het Turkse parlement met slechts 34,28 procent van de stemmen. Dit kwam door de ruime kiesdrempel van 10 procent.

### Polen
Bij de Poolse verkiezingen van 1993 bedroeg het verloren stemmenpercentage 34,4 procent. Het hanteren van kiesdrempels, die voor partijlijsten op 5% en voor coalities op 8% stonden, leidde ertoe dat sommige partijen niet in aanmerking kwamen voor vertegenwoordiging.

### Europese Unie
Bij de Europese Parlementsverkiezingen van 2019 in Frankrijk was 19,79 procent van de kiezers niet vertegenwoordigd. Bij de Slowaakse parlementsverkiezingen van 2020 werd 28,39 procent van alle geldige stemmen niet vertegenwoordigd. Bij de Tsjechische parlementsverkiezingen van 2021 was 19,76 procent van de kiezers niet vertegenwoordigd. Bij de Sloveense parlementsverkiezingen van 2022 ging 24 procent van de stemmen naar partijen die de kiesdrempel niet haalden. Bij de verkiezingen van 2022 in de Duitse deelstaat Saarland bedroeg het totale verloren stempercentage 22,3 procent.  Bij de Letse parlementsverkiezingen van 2022 bedroeg het percentage niet-vertegenwoordigde kiezers 29 procent.

### Israël
Bij de Israëlische parlementsverkiezingen van 2015 bedroeg het verloren stemmenpercentage 7,1 procent. De verkiezingen worden gehouden middels één nationaal kiesdistrict, wat de potentiële effectieve kiesdrempel tot een minimum beperkt, maar een kiesdrempel van 3,25 procent betekent dat sommige kleine partijen geen vertegenwoordiging kregen.

## Voorbeelden van lage verspilling

### Denemarken
Bij de Deense parlementsverkiezingen van 2015, waarbij (in Denemarken zelf) 10 meervoudige kiesdistricten worden gebruikt voor 175 zetels, bedroeg het verloren stempercentage 0,92 procent. De verloren stemmen op de Faeröer en Groenland voor de 4 additionele zetels, zoals hieronder vermeld, vormden een heel klein deel van de in totaal 3,5 miljoen uitgebrachte stemmen in het hele land.
Wanneer er kleine kiesdistricten worden gebruikt, kan er sprake zijn van verspilling van districtsstemmen. Tijdens de Deense algemene verkiezingen in 2015 en 2019, op de Faeröer, waar slechts twee leden werden gekozen en 23.000 stemmen werden uitgebracht, bedroeg het verlies aan stemmen 51,3 procent (11.000) in 2015 en 46,2 procent in 2019. In Groenland, waar twee kandidaten werden gekozen en 20.000 stemmen werden uitgebracht, was in 2015 21,96 procent (4300 stemmen) en in 2019 34,2 procent van de Groenlandse kiezers niet vertegenwoordigd in het Deense parlement.

### Zwitserland
De Zwitserse federale verkiezingen van 2019 had een verloren stemmenaandeel van 1,3 procent, veroorzaakt door natuurlijke kiesdrempels.

### Zweden
Een voorbeeld van een laag percentage verloren stemmen is de Zweedse parlementsverkiezingen van 2018 met een verspild stemmenaandeel van 1,5 procent.

### Nederland
In Nederland bedroeg het verloren stempercentage bij de Tweede Kamerverkiezingen van 2017 1,55 procent en bij de verkiezingen van 2021 1,99 procent. Het lage percentage verspilde stemmen in Nederland wordt veroorzaakt door een lage kiesdrempel. De kiesdrempel is vastgesteld op 0,67 procent, wat gelijk is aan de effectieve kiesdrempel die ontstaat bij de verkiezing van 150 zetels in één nationaal kiesdistrict.

## Juridische status
In sommige gevallen is gebleken dat een groot aantal verspilde stemmen in systemen met een meerderheidsstelsel, gemeten aan de efficiëntiekloof, illegaal is.
Voor evenredige vertegenwoordiging heeft het Duitse Federale Constitutionele Hof in 2011 en in 2014 een kiesdrempel voor het Europees Parlement verworpen die leidde tot verspilde stemmen op basis van het principe van 'één persoon, één stem'. 
In het geval van Turkije heeft de Parlementaire Vergadering van de Raad van Europa in 2004 de kiesdrempel van 10% te hoog verklaard en Turkije verzocht deze te verlagen, waardoor het aantal verspilde stemmen zou afnemen. Op 30 januari 2007 oordeelde het Europees Hof voor de Rechten van de Mens dat de kiesdrempel van 10 procent in Turkije geen schending vormt van het recht op vrije verkiezingen, zoals gewaarborgd door het Europees Verdrag voor de Rechten van de Mens. Het Hof oordeelde echter dat deze drempel een schending van het Verdrag zou kunnen betekenen, indien deze niet gerechtvaardigd is. In het geval van Turkije was dit gerechtvaardigd om de instabiele politieke situatie van de afgelopen decennia te stabiliseren.